# كنيسة القديس برفيريوس
كنيسة القديس برفيريوس هي كنيسة أرثوذكسية شرقية في حي الزيتون بمدينة غزة وهي أقدم كنيسة في المدينة، سميت الكنيسة نسبة إلى القديس برفيريوس الذي دفن فيها، وقبره موجود في الزاوية الشمالية الشرقية للكنيسة. يُطلق عليها أيضا اسم كنيسة المقبرة، لوجود كنيسة الروم الأرثوذكس المحيطة بها، وهي عبارة عن مقبرة مسيحية. مثلت الكنيسة رمزاً للسلام والتعايش بين الديانات. تعرضت الكنيسة للتدمير عدة مرات نتيجة الهجوم الإسرائيلي على قطاع غزة على مدار السنين.

## التاريخ
يعود تاريخ البناء الأصلي لكنيسة القديس برفيريوس إلى عام 407 م فوق معبد وثني خشبي يعود لحقبة سابقة. البناء الحديث قام به الصليبيون في خمسينيات أو ستينيات القرن الحادي عشر وأهدوها للقديس برفيريوس. تم تجديد الكنيسة في العام 1856 بالإضافة إلى عدد من عمليات الترميم المتلاحقة. تُظهر السجلات من القرن الخامس عشر أن تكريس الكنيسة كان أيضًا بمثابة شهادة للسيدة العذراء. تم تجديد الكنيسة في العام 1856 لكنها تحتوي بعض الأفاريز والقواعد التي تعود إلى الفترة الصليبية. وتعتبر الكنيسة الأصلية ثالث أقدم كنيسة في العالم.
تعرضت الكنيسة للقصف في الحرب الإسرائيلية على غزة عام 2014، وكان نتيجتها مقتل 70 فلسطينياً كانوا قد لجأوا للكنيسة، وأثناء العمليات العسكرية كانت العائلات الفلسطينية والذين بلغ عددهم 2000 شخص تنام في غرف وأروقة الكنيسة، وتم تقديم الطعام والمساعدات الطبية لهم من قِبل الكنيسة.
تم تدمير الكنيسة مرة أخرى أثناء الهجوم الإسرائيلي على قطاع غزة في 7 أكتوبر 2023، بعد تعرضها للقصف من قبل الطائرات الإسرائيلية بتاريخ 19 أكتوبر 2023، حيث لجأ بعض سكان القطاع إلى الكنيسة هرباً من الحرب، وقام الاحتلال الإسرائيلي بالمطالبة بإخلاء الكنيسة، وعلى الرغم من رفض البطريركية ترك الكنيسة والمدنيين المحتاجين للمساعدة، وبقوا يمارسون الواجب الديني والوطني والأخلاقي، قام الاحتلال الصهيويني بقصف الكنيسة وتدمير أجزاء واسعة منها، وراح ضحية هذا القصف أكثر من 16 قتيل ومنهم بقيَ تحت الأنقاض بالإضافة إلى العديد من الجرحى.

وفي 31 يوليوز 2024، أدان الأمين العام لمجلس الكنائس العالمي القس البروفيسور الدكتور جيري بيلاي الهجوم الذي وقع في 29 يوليو/تموز على كنيسة القديس برفيريوس في غزة، وقد أدى الهجوم الأخير إلى انهيار جدارين في الطابق العلوي من المبنى وفي غرفة الطعام، وقال بيلاي:

“تعرضت كنيسة القديس برفيريوس، التي يُعتقد أنها ثالث أقدم كنيسة في العالم، أيضاً لقصف في 20 أكتوبر/تشرين الأول 2023 في هجوم أسفر عن مقتل 16 شخصاً على الأقل. ومرة أخرى، أصبح هذا الموقع المقدس، مكان اللجوء للمدنيين، مسرحاً للمأساة والألم واليأس“. 

## عمارة الكنيسة
تكونت كنيسة القديس برفيريوس من بهو كبير مغطى بأسقف وأقببة متقاطعة تمثلت في السقف الجملوني مثلث الشكل والذي يتزين بالنقوش والأيقونات التي تروي قصص موسى عليه السلام، والعذراء، والسيد المسيح عليه السلام، وارتكزت على أربعة جدران ودعامات مصنوعة من الحجارة الرملية الصلبة وعمودان رئيسيان يتزين كل منهما بالنقوش الكورانسية وزهرة اللوتس التي تميزت بها الحقبة البيزنطية. يوجد للكنيسة ثلاثة مداخل، وهي البوابة الرئيسية للكنيسة والموجودة في الجهة الغربية، والمدخل الشمالي، والمدخل الجنوبي الذي تم افتتاحه في السنوات الأخيرة، ويصل إلى ردهة علوية يتم فيها استقبال المصليين. يأتي النص التأسيسي للكنيسة منقوشاً باللغة اليونانية القديمة على لوح مصنوع من الرخام موجود في البوابة الرئيسية للكنيسة. تقسم الكتيسة من الداخل إلى قسمين القسم الأول يتكون من الرواق، والذي يضم المعمودية من جهته الغربية، لتعميد الأطفال وهي أحد الطقوس المسيحية التي يتم بها التطهر من خطيئة أدم وحواء، وإحلال الروح القدس. والقسم الثاني والذي يسمى قدس الأقداس وهو عبارة عن مذبح تتم فيه الطقوس الدينية،
تعود أساسات الهيكل الأصلي للكنيسة إلى القرن الخامس الميلادي، وتم فيما بعد بناء الهيكل الحالي في القرن الثاني عشر. تميزت جدران الكنيسة بسماكتها وغناها بالنقوش والزخارف والشواهد الدينية على المراحل التالريخية التي مرت بها الكنيسة، تم إنشاء وتأسيس الكنيسة بدعم من الإمبراطور البيزنطي آركاديوس على حسب مصادر أرثوذكسية.